# Mr. Deeds
Mr. Deeds ist eine US-amerikanische Filmkomödie von Regisseur Steven Brill aus dem Jahr 2002 mit Adam Sandler und Winona Ryder in den Hauptrollen. Das Drehbuch schrieb Tim Herlihy. Es ist ein Remake der Komödie Mr. Deeds geht in die Stadt von Frank Capra aus dem Jahr 1936, die wiederum auf der Kurzgeschichte Opera Hat von Clarence Budington Kelland basiert.

## Handlung
Der Multimilliardär Preston Blake stirbt, als er den Mount Everest besteigt. Einziger lebender Nachkomme ist Longfellow Deeds, der damit Blakes Anteil am Unternehmen Blake Media erbt, der 49 Prozent der Aktien am Unternehmen entspricht. Deeds führt eine Pizzeria in Mandrake Falls, einem kleinen Ort in New Hampshire, und soll die geerbten Aktienanteile des Unternehmens an dessen Manager für die Summe von 40 Milliarden US-Dollar verkaufen.
Mac McGrath, Moderator der Fernsehsendung Inside Access, setzt seine Mitarbeiterin Babe Bennett auf Deeds an. Um ihm näher zu kommen, täuscht die Reporterin auf der Straße einen Überfall auf sich vor und gibt sich als Schulkrankenschwester aus. Ihr Plan geht auf und Deeds verabredet sich mit ihr. Er bleibt länger als geplant in New York City, will sich die geerbte Firma näher ansehen und findet auch das Tagebuch seines verstorbenen Verwandten.
Der Vorstandsvorsitzende des Unternehmens Chuck Cedar will nach dem Aufkauf der Aktien von Deeds die Firma zerschlagen und die Mehrzahl der Angestellten entlassen. Den Managern um Chuck Cedar gelingt es schließlich auch, Deeds zum Verkauf seiner Anteile zu überreden, Deeds will jedoch das Geld nicht für sich behalten und spendet es der gemeinnützigen Vereinigung United Negro College Fund.
Am Ende stellt sich jedoch heraus, dass der Verkauf der Firmenanteile ungültig war, da Blakes ehemaliger Butler Emilio Lopez der uneheliche Sohn von Preston Blake war und somit dessen rechtmäßiger Erbe ist. Er entlässt Cedar und seine Manager, die die Firma zerschlagen wollten, und rettet damit die Firma. Deeds schenkt er zum Abschluss eine Milliarde US-Dollar. Deeds und Bennett kommen am Ende schließlich zusammen, und sie zieht zu ihm nach New Hampshire.

## Hintergrund
- Die Produktionskosten betrugen ca. 50 Millionen US-Dollar. Der Film spielte in den Kinos der USA ca. 126 Millionen US-Dollar ein, in den anderen Ländern ca. 45 Millionen US-Dollar.[2]
- Regisseur Steven Brill spielt im Film den Geiger im Madison Square Garden und Drehbuchautor Tim Herlihy spielt einen Feuerwehrmann.
- John McEnroe, Al Sharpton und Craig Castaldo (alias Radio Man) haben im Film Gastauftritte und spielen sich darin selbst.

## Kritiken
James Berardinelli verglich den Film auf ReelViews mit dem Film Mr. Deeds geht in die Stadt, von dem sich der neue Film stark unterscheide. Er sei „flach“ und „uninspiriert“. Die Chemie zwischen Adam Sandler und Winona Ryder stimme nicht.
Paul Clinton schrieb am 27. Juni 2002 auf cnn.com, Menschen über 25, mit einem IQ über 90 und die Besitzer eines Führerscheins sollten imstande sein, bessere Unterhaltung als diesen Film zu finden. Er schrieb, das Remake habe nicht den Charme des Originals mit Gary Cooper.
Roger Ebert bemängelte in der Chicago Sun-Times vom 28. Juni 2002 wie Berardinelli die schlechte Chemie zwischen Winona Ryder und Adam Sandler.

## Auszeichnungen
Adam Sandler gewann im Jahr 2003 den Kids’ Choice Award. Er wurde 2002 für den Teen Choice Award und 2003 für den MTV Movie Award sowie für die Goldene Himbeere nominiert.
Winona Ryder wurde 2002 für den Teen Choice Award und 2003 für die Goldene Himbeere nominiert.
Der Film gewann 2002 den Teen Choice Award und für einen Taurus Award nominiert. Er wurde 2003 für die Goldene Himbeere als Schlechtestes Remake nominiert.
Teddy Castellucci wurde 2003 mit dem BMI Film Music Award ausgezeichnet, Dave Matthews erhielt 2003 für den Song Where Are You Going den Film & Television Music Award der American Society of Composers, Authors and Publishers.

## Trivia
Ein vergleichbares Thema wurde im Film Mister Billion aufgegriffen.